# Bonification agricole fasciste

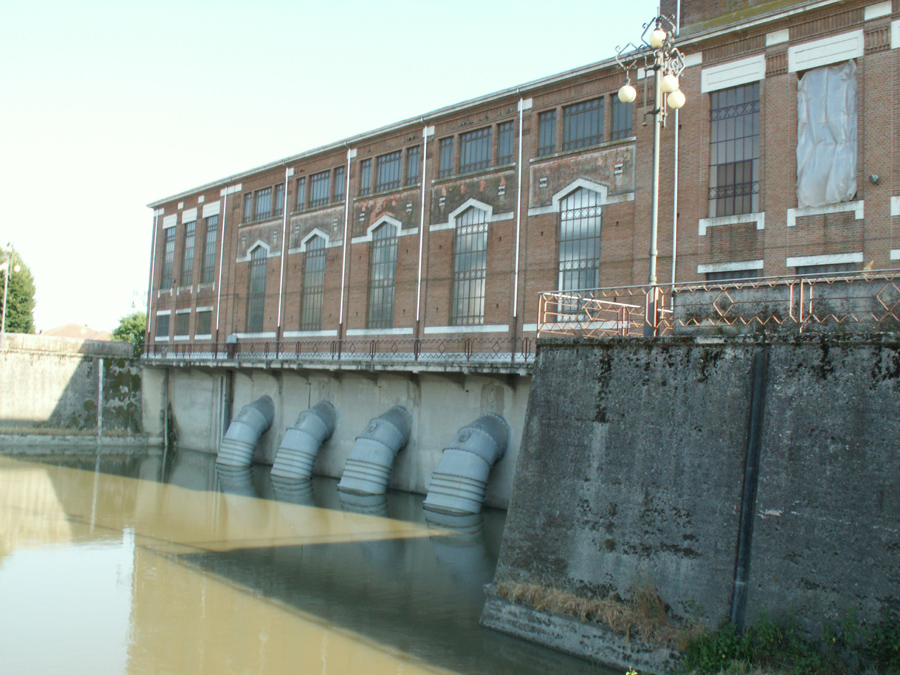
Bonification Parmigiana Moglia - Collecteurs d'eau.

La Bonification agricole fasciste (en italien : bonifica integrale)  est une mesure de la politique suivie par le régime fasciste en Italie.
Cette mesure avait pour but de réduire les zones incultes en les bonifiant par tout moyen technique.

## Description et conséquences
Réalisée lors des mesures prises à l'occasion de la bataille du blé, la bonificazione  a contribué à augmenter la surface exploitable de la propriété foncière et avait pour objectif de réussir à  ruraliser le pays entier. 
L'objectif était de rendre l'Italie auto-suffisante grâce à sa production agricole. 
La Loi fondamentale pour la remise en état des terres est la Loi Serpieri no  3256 du 8 mai 1924, destinée au travail de remise en état du terrain dans les Marais pontins, avec la mise en place des consortiums Piscinara pour la remise en état des terres et (géré et financé par l'État) : canalisation des eaux du bassin de la rivière Astura, assèchement et remise en état des terres marécageuses, gestion des forêts et du patrimoine pastoral.
En 1926, un décret royal qui établit deux consortiums a été décrété : le Consortium Piscinara  existant dont la compétence est étendue pour englober les 48 762 hectares et le Consortium de la remise en état de la région pontique, de 26 567 hectares, une zone située relativement basse, les sites comportent des territoires situés sous le niveau de la mer et se composaient principalement de marais, l'assainissement de remise en état était donc plus complexe.
Mussolini ne pouvant pas agir seul et ne voulant pas s'aliéner les classes possédantes, la remise en état des terres s'appuie uniquement sur les subventions de l'État.
Au cours de la même période, des consortiums de bonification ont aussi engagé des travaux en Émilie, Romagne, Vénétie et Frioul.
Entre 1938 et 1942, la deuxième phase de bonification a été introduite dans les Pouilles et en Campanie. Ces régions ont fait l'objet de travaux de réhabilitation qui ont continué même pendant la Seconde Guerre mondiale.

## Résultats
Dans l'ensemble, selon l'État fasciste 1 000 000 ha de terres aurait bénéficié de ces bonifications.